# منصور عامر
منصور عامر، رجل أعمال مصري، ورئيس مجلس إدارة مجموعة عامر (مشروع بورتو مارينا وبورتو السخنة) وصاحب مطاعم تشيليز. وهو عضو سابق في مجلس الشعب المصري عن دائرة القناطر محافظة القليوبية، عضو اللجنة العليا للسياسات بالحزب الوطني المنحل، ونائب رئيس جمعية مستثمري العين السخنة، مالك قناة سي بي سي الفضائية.

## أعماله
في البداية، استثمر عامر في مجال المطاعم بعد حيازة حق امتياز مطاعم تشيليز الاميركية وفتح مطاعم أخرى في القاهرة تحت اسم استوديو مصر وألان لو نوتر، ثم توجه إلى قطاع البناء والاستثمار في مجال الفنادق فقام ببناء مشروع بورتو مارينا الواقع على مسافة حوالي نصف ساعة عن مطار برج العرب وحوالي 40 دقيقة عن مدينة الإسكندرية. واستثمر عامر قطعة أرض بمساحة 30 كيلومترا مربعا في منطقة العلمين، كانت مليئة بالالغام تم تنظيفها لاحقا بالكامل لتصبح جاهزة لبناء أرقى المشاريع السياحية والعمرانية. وبعدها انشأ عامر 275 غرفة فندقية على مساحة 100 ألف متر مربع في القرية النوبية في فترة لم تتعد 188 يوما.

### ميناء خاص ببورتو مارينا
ولم يتوقف عامر عند تلك المشاريع بل ذهب إلى أبعد من ذلك فحصل على تصريح وترخيص من السلطات الخاصة لانشاء مرفأ دولي لاستقبال اليخوت ضمن مشروع «بورتو مارينا» لاستقبال السياح القادمين عبر البحر، إذ أن المنفذ البحري الوحيد في المنطقة هو ميناء الإسكندرية الذي يستقبل جميع أنواع السفن بما فيها السفن التجارية. ومن المنتظر حسب تأكيد عامر أن يكون الميناء الجديد الذي يتمتع ببوابة للجمارك، منفذا للاجانب وأصحاب اليخوت، ولأن المنافسة شديدة جدا في هذا الصدد مع كل من الدول الواقعة على البحر الابيض المتوسط مثل اليونان وإيطاليا، وبما أن الميناء يستقطب أعدادا كبيرة من السياح، كان لا بد من توسيع دائرة العمل على تأمين المحلات التجارية لبيع حاجات السياح. وبعدها كان لا بد التفكير بموسم الشتاء الذي غالبا ما تنخفض خلاله نسبة الزوار، فقمنا بالتركيز على تنمية قطاع السياحة العلاجية التي يمكن الاستفادة منها على مدار أيام السنة، بالإضافة إلى إنشاء صالات السينما وقاعات الاجتماعات الشاسعة لاستقبال المعارض والمؤتمرات الدولية. ويتابع عامر بأن العمل يجري حاليا على الانتهاء من إنشاء ملاعب الغولف التي يتم بناؤها حسب المعايير والمقاييس العالمية.
بورتو مارينا تعتبر مدينة متكاملة وليست مجمعا للفنادق الراقية والاجنحة الرئاسية الفارهة، بل هي اشبه بنظام ترفيهي يقدم لكل سائح مهما كانت هواياته برنامجا خاصا به دون سواه.

### مشروعات العين السخنة
ومن ضمن المشاريع الأخرى التي يمكن الاستفادة منها على مدار فصول السنة، مشروع «العين السخنة» في منطقة قناة السويس التي تقع على بعد 100 كلم عن القاهرة، والذي تم انشاؤه على قمة أحد جبال المنطقة، مما اضطر القيمون على المشروع بناء مصعد كهربائي (تلفريك) خاص للوصول اليه وليكون أول مصعد كهربائي جبلي من نوعه في مصر. ومن ضمن المشاريع المستقبلية، هناك مخطط لانشاء مراكز تجارية ضخمة (Shopping Malls) في جميع انحاء مصر بالإضافة إلى مشاريع استثمارية أخرى في كل من ليبيا وعُمان.

## الانتخابات البرلمانية
كان منصور عامر مرشح الحزب الوطني الديمقراطي في انتخابات مجلس الشعب عن دائرة القناطر الخيرية في انتخابات 2005.
وكان أيضاً مرشح الحزب الوطني الديموقراطي فئات، في انتخابات مجلس الشعب عن دائرة القناطر الخيرية في انتخابات 2009.

## اتهامات

### إهدار المال العام
في 1 أكتوبر 1996 قامت هيئة المجتمعات العمرانية الجديدة بتخصيص 765 فداناً بالقاهرة الجديدة إلي جمعية النخيل وذلك بغرض اقامة مشروع سكني متكامل لضباط الشرطة بسعر تفضيلي تماما مائة جنيه للمتر بالتجمع الأول بمدينة القاهرة الجديدة وكان الغرض من هذا السعر أن الجمعية لا تهدف للربح وأنها ستستخدم هذه الأرض لبناء مساكن عليها لضباط الشرطة وهذا غرض ذو نفع عام خصصت من أجله الأرض بهذا السعر الزهيد لأن الاسعار السائدة في هذا الوقت كانت مايقرب من أربعة آلاف جنيه للمتر الواحد لتميز موقع الأرض إلا أن رئيس جمعية النخيل قام ببيع مساحات كبيرة من هذه الأراضي الي شركة دلمار للتنمية العقارية المملوكة لرجل الأعمال منصور عامر ولكن بأسعار تتراوح مابين 1100 و1850جنيهاً للمتر الواحد وهو ما يعتبر اهدارا للمال العام وتمكين الغير من التربح منه والاعتداء عليه والاتجار بأراضي مخصصة للنفع العام وتم تخصيصها بسعر تفضيلي وتغيير الغرض المخصصة من أجله بدون الحصول علي موافقة الجهة الإدارية المختصة.
وقامت عامر جروب بطرح الشركة للاكتتاب خلال 2010 عن طريق تقييم شركاته بسعر أعلي بكثير من قيمتها حيث جمع ما يقرب من مليار و200 مليون جنيه في حين أن قيمتها العادلة 150 مليون جنيه فقط. ورغم الارباح الطائلة التي حققها عامر من الاستحواذ علي كل هذه الأراضي والمشروعات فإنه لم يسدد أي مبالغ أو استحقاقات خاصة بضرائب الدخل لسبب بسيط هو ان الشركة تتمتع باعفاء ضريبي حتي عام 2017.
وقبل قيام ثورة 25 يناير 2011 بشهر واحد صدر قرار بتخصيص مليونين و796 و600 متر شمال بحيرة قارون بالمنطقة المركزية بنظام حق الانتفاع لمدة 99 سنة لشركة عامر جروب. حيث أقامت شركة عامر جروب التي يمتلكها عامر مشروع بورتو الفيوم استكاملا لسلسلة بورتو علي تلك المساحة التي تم تخصيصها بالأمر المباشر دون مراعاة للشروط الواجب توافرها في قانون المزايدات والمناقصات رقم 89 لسنة 1999. وكانت الصفقة مثارا لدعوي أقامها المركز المصري للحقوق الاقتصادية والاجتماعية أمام محكمة القضاء الإداري بمجلس الدولة طالب فيها ببطلان تخصيص مساحة المليونين و796 ألفاً و600 متر شمال بحيرة قارون لمجموعة عامر جروب، حملت رقم 39263 لسنة 65 قضائية واختصم المركز فيها كلا من رئيس مجلس الوزراء ووزير السياحة ورئيس الهيئة العامة للتنمية السياحية ورئيس مجلس إدارة شركة عامر جروب.

### ثورة 25 يناير
يذكر أن قناة سي بي سي الفضائية ويملكها منصور عامر قامت باذاعة خبر حرق مبنى الضرائب المصرية أثناء ثورة 25 يناير قبل 24 ساعة من حدوثه.
وفي بلاغ قدم للنائب العام المصري بعد الثورة، اتهامات لمنصور عامر بمخالفات وتحويل أموال قبيل ثورة 25 يناير بأيام حيث تم تحويل مبلغ 590 مليون جنيه إلي حساب أحد أصدقاء عامر بالكويت بالإضافة لتحويل مبالغ أخرى الي سوريا بحجة البدء في مشروعات سياحية هناك. ويشير البلاغ أيضاً إلي اشتراك منصور عامر في موقعة الجمل وذلك حسب الاتهامات التي وجهها البلاغ رقم 1691 بلاغات نائب عام والذي حققت فيه نيابة أمن الدولة العليا والأموال العامة.

## آراؤه
حول المنافسة مع المستثمرين العرب والاجانب في المنطقة، اكد عامر «إن الاستثمار الاجنبي لا يزال خجولا»، غير ان الاستثمار العربي كبير جدا لكنه يبعث على المنافسة الشريفة في قطاعات كثيرة مثل قطاعات البناء والعمران والسياحة، وهنا أعني شركة «إعمار» للعقار، وشركة «ناصر الخرافي»، فالمنطقة بحاجة إلى وحدات سكنية أكثر، لتلبية طلب السياح المتزايد خصوصا في فترة فصل الصيف. ليس هناك من مانع في استقطاب أكبر عدد ممكن من المستثمرين العرب لانشاء الفنادق لتكون على المستوى المطلوب، الا ان مشروع «بورتو مارينا» فريد من نوعه في المنطقة العربية ككل، فهو المشروع الأول في منطقة العلمين، ومن المعروف عن المنطقة انتشار الفيلات السياحية فيها التي يتم تأجيرها للزوار موسميا. كما كان يعتبر فندق «موفنبيك» الفندق الوحيد فيها إلى أن قمنا بانشاء «بورتو مارينا» الذي ساعد على تطوير المنطقة التي تتمتع بشواطئ رملية رائعة. وقد تأهلت المنطقة بذلك لتصبح من بين المناطق التي تحظى بمشاريع ضخمة تتعدى استثماراتها مليارات الدولارات. وأضاف عامر أن «هناك إقبالا شديدا من أهل الخليج من الكويت والإمارات، ولا سيما من السعوديين على شراء الشقق الخاصة وذلك بسبب وجود المرفأ الخاص بالمشروع، لان غالبية الزوار العرب يفضلون المجيء عبر يخوتهم الخاصة. كما توجد شواطئ خاصة بالنساء ونحن نتبع نظام سياحة العائلات بدلا من القول «السياحة النظيفة» لان هدفنا هو استقطاب أكبر عدد ممكن من السياح العرب في الدرجة الأولى، ولا بد من التأكيد ان المرفأ يستقبل حوالي 20 ألف سائح يوميا.

## وصلات خارجية
- مجموعة عامر